# Marseille-Échecs
Marseille-Échecs est un club d’échecs français basé à Marseille, dans le département des Bouches-du-Rhône, depuis 2005. Il a remporté le championnat de France d'échecs des clubs en 2011. Le club s'oriente vers la formation des jeunes et est reconnu comme club formateur labellisé par la fédération française des échecs. Il est le premier club élu meilleur club de jeunes de France trois années consécutives, en 2021, 2022 et 2023. Lors de la saison 2024-2025, c'est le club rassemblant le plus de joueurs d'échecs en France, avec plus de 1300 licenciés.

## Histoire
Le club est né d'une fusion entre l'École Française d'Échecs et Réciproque-Échecs en 2005,.
Le club remporte le championnat de France d'échecs des clubs en 2011 avec Étienne Bacrot.
En 2022, David Lacan Rus y devient champion du monde des moins de dix ans,.
En 2025, Luca Protopopescu y devient le plus jeune joueur de l'histoire des échecs à dépasser le seuil de 2200 points Elo, à l'âge de 9 ans et 5 jours.

## Championnat de France des clubs

### Équipe première
De 2006 à 2013, l'équipe première joue en élite (« Top 16 », le championnat regroupant les seize meilleurs clubs d'échecs français, qui s'est transformé en « Top 12 » de 2011 à 2020). Elle remporte ce championnat en 2011 avec les joueurs suivants : Étienne Bacrot, Arkadij Naiditsch, Kamil Mitoń, Andrei Istrățescu, Yannick Gozzoli, Didier Collas, Laurie Delorme, Aleksander Delchev, Vincent Chauvet et Romain Lambert.
Rétrogradée en Nationale 1 en 2013 en raison du départ de plusieurs de ses meilleurs joueurs à la suite d'une perte de subventions municipales, l'équipe réintègre le Top 16 à partir de 2022.
En 2024-2025, l'équipe se classe 4e du Top 16.

#### Palmarès
En avril 2012, le club est élu meilleur club français après avoir remporté le championnat de France d'échecs des clubs 2010-2011.
Le club remporte également la Coupe de France en juin 2012.

### Équipes de jeunes
Le club a évolué entre 2014 et 2017 en Top Jeunes avant d'être relégué en Nationale 1 Jeunes.
Vainqueur de la Nationale 1 Jeunes lors de la saison 2017-2018.
Il est le premier club élu meilleur club de jeunes de France trois années consécutives, en 2021, 2022 et 2023.
En 2024-2025, l'équipe se classe deuxième du Top Jeunes ; le joueur au premier échiquier de Marseille-Échecs, Jan Zienkiewicz, et celui au septième échiquier, Luca Protopopescu, remportent une médaille d'or individuelle.

#### Palmarès au Top Jeunes
Le club est vice-champion de France en 2014 et en 2025.

## Personnalités
Étienne Bacrot, pendant sa période d'activité au club Marseille-Échecs, remporte deux fois le championnat de France d'échecs, en 2008 et 2012. En 2009, il remporte un des opens les plus relevés au monde, l'Open Aeroflot de Moscou. En octobre 2010, il bat le champion du monde en titre, Viswanathan Anand, au tournoi d'échecs de Nankin.
David Lacan Rus devient en 2022 champion du monde des moins de dix ans.
Luca Protopopescu devient en avril 2025 le plus jeune joueur de l'histoire des échecs à dépasser le seuil de 2200 points Elo, à l'âge de 9 ans et 5 jours.

### Actuellement au club (en 2025)
Parmi la liste des membres par classement Élo et celles des joueurs de l'équipe première de Top16 et du Top Jeunes consultables sur le site de la FFE, on peut citer notamment :
- Jaime Santos Latasa (GM né en 1996)
- Yağız Kaan Erdoğmuş (GM né en 2011)
- Aydın Süleymanlı (GM né en 2005)
- Francesco Sonis (GM né en 2002)
- Sankalp Gupta (en) (GM né en 2003)
- Carlos Daniel Albornoz Cabrera (GM né en 2000)
- Pierre Laurent-Paoli (GM né en 2000)
- Joseph Girel (GM né en 2004)
- Gabriel Flom (GM né en 1986)
- Mert Erdoğdu (GM né en 1979)
- Luca Protopopescu (CM né en 2016)

### Anciens membres
- Étienne Bacrot (2007-2013)
- Yannick Gozzoli (2006-2022)
- Aleksander Delchev
- Arkadij Naiditsch

## Structures du club

### Présidents
- Pierre Gravagna[7]
- Dominique Metras[17]
- Michel Rochette[18]
- Yannick Gozzoli (2014-2018)[19]
- Laurie Delorme (depuis 2018)[20]

### Licenciés
Avec plus de 1300 licenciés en 2024-2025, il est le club rassemblant le plus de joueurs d'échecs en France, loin devant l'Echiquier Tressois (moins de 900 licenciés).

### Formation
Marseille-Échecs intervient dans plusieurs établissements scolaires de la ville de Marseille.
En septembre 2024, le turc Mert Erdoğdu, GM et Fide Senior Trainer, devient entraîneur principal du club.